# Armando Ríos Piter
Armando Ríos Piter (Tecpan de Galeana, Guerrero; 21 de febrero de 1973) es un político, abogado y economista mexicano. Ha sido diputado federal en la LXI legislatura del Congreso de la Unión en representación del estado de Guerrero de 2009 a 2012, senador de la República en la LXII y la LXIII legislatura desde 2012 en representación del mismo estado y exaspirante a una candidatura independiente a la presidencia de México en las elecciones federales de 2018.

## Biografía

### Primeros años
Armando Ríos Piter nació el 21 de febrero de 1973 en Tecpan de Galeana, Guerrero. Estudió la licenciatura en Derecho en la Universidad Nacional Autónoma de México (UNAM) de 1993 a 1998 y la licenciatura en Economía en el Instituto Tecnológico Autónomo de México (ITAM) en el mismo periodo. Ríos Piter estudió la maestría en seguridad nacional en la Universidad de Georgetown y de 2002 a 2003 la maestría en administración pública en la Escuela de Gobierno John F. Kennedy.

### Trayectoria
Solicitó licencia como diputado federal a partir del 4 de agosto de 2010 para buscar la candidatura del PRD a la gubernatura de Guerrero.
En las elecciones federales de 2018 Armando Ríos Piter buscó postularse como candidato independiente a la presidencia de México. Ríos Piter presentó 1 765 599 firmas de apoyo, pero el Instituto Nacional Electoral solo validó 242 646 firmas y descartó el resto por irregularidades. Posteriormente Ríos Piter decidió apoyar la candidatura de José Antonio Meade, postulado por el Partido Revolucionario Institucional (PRI).
En 2018 obtuvo un amparo de la Suprema Corte de Justicia de la Nación para poder consumir marihuana de manera recreativa. Su autorización fue una de las cinco emitidas por la corte para establecer jurisprudencia y pedirle al Congreso de la Unión la legalización del consumo de marihuana. Durante 2020 buscó ser postulado por el partido Movimiento Ciudadano como candidato para la alcaldía Cuauhtémoc de la Ciudad de México. El 12 de diciembre de 2020 se incorporó al partido Fuerza por México como secretario del partido en la Ciudad de México.

### Rectoría de la UDLAP
El 12 de julio de 2021 fue designado como rector de la Universidad de las Américas de Puebla (UDLAP), por un nuevo patronato establecido por la Junta para el Cuidado de las Instituciones de Beneficencia Privada, dirigida por el gobernador de Puebla Miguel Barbosa, después de que el gobierno del estado tomara por la fuerza el campus de la universidad para presionar a la fundación Jenkins a regresar el dinero de dicha fundación a Puebla, el cual había sido trasladado fuera del estado. De acuerdo con Virgilio Rincón Salas, abogado de la familia Jenkins, los recursos de la fundación siempre han estado en el extranjero excepto por los bienes inmuebles de la fundación, como el campus de la UDLAP.
De acuerdo con el estatuto orgánico de la Fundación Universidad de las Américas Puebla (FUDLAP), el nombramiento de Ríos Piter como rector fue ilícito desde un principio pues este documento manifiesta en su artículo 7° que la selección de rector debe realizarse mediante la formación de un Comité de Búsqueda de Rector conformado por representantes de la comunidad universitaria y avalado por el Consejo Empresarial. La designación de Ríos Piter fue hecha únicamente por el patronato impuesto por la Junta para el Cuidado de las Instituciones de Beneficencia Privada, lo cual viola este artículo. Además, el artículo 8° del estatuto orgánico de la FUDLAP indica que el rector debe tener el grado académico máximo de su especialidad. Debido a que Ríos Piter no tiene el grado de doctor y no fue seleccionado por un Comité de Búsqueda de Rector, no podía haber sido nombrado rector. Por otra parte, el patronato impuesto por la Junta para el Cuidado de las Instituciones de Beneficencia Privada dejó de tener autoridad sobre la Fundación Mary Street Jenkins (FMSJ) y la FUDLAP cuando el juez tercero de distrito en materia de amparo dictó primero una suspensión provisional y después una suspensión definitiva a favor de la FMSJ encabezada por Margarita Jenkins de Landa, ordenando la devolución del campus de la UDLAP a dicha fundación e invalidando las decisiones hechas por el otro patronato, como el nombramiento de Ríos Piter como rector.
Después de ostentarse como rector desde el 29 de junio de 2021 y debido a la presión social y estudiantil, Ríos Piter anunció su renuncia el 8 de febrero de 2022, días después de la mega marcha realizada por la comunidad estudiantil de la UDLAP junto con estudiantes de otras universidades. La manifestación se llevó conjuntamente con otras marchas realizadas en otros estados como Ciudad de México y Morelos.